# Station Klampenborg
Station Klampenborg is een station in Gentofte, Denemarken. Het station is geopend op 22 juli 1863 en op 3 april 1934 voor de S-tog. Klampenborg is het eindpunt van S-tog lijn C. Daarnaast wordt het bediend door de treinen van Kystbanen

## afbeeldingen

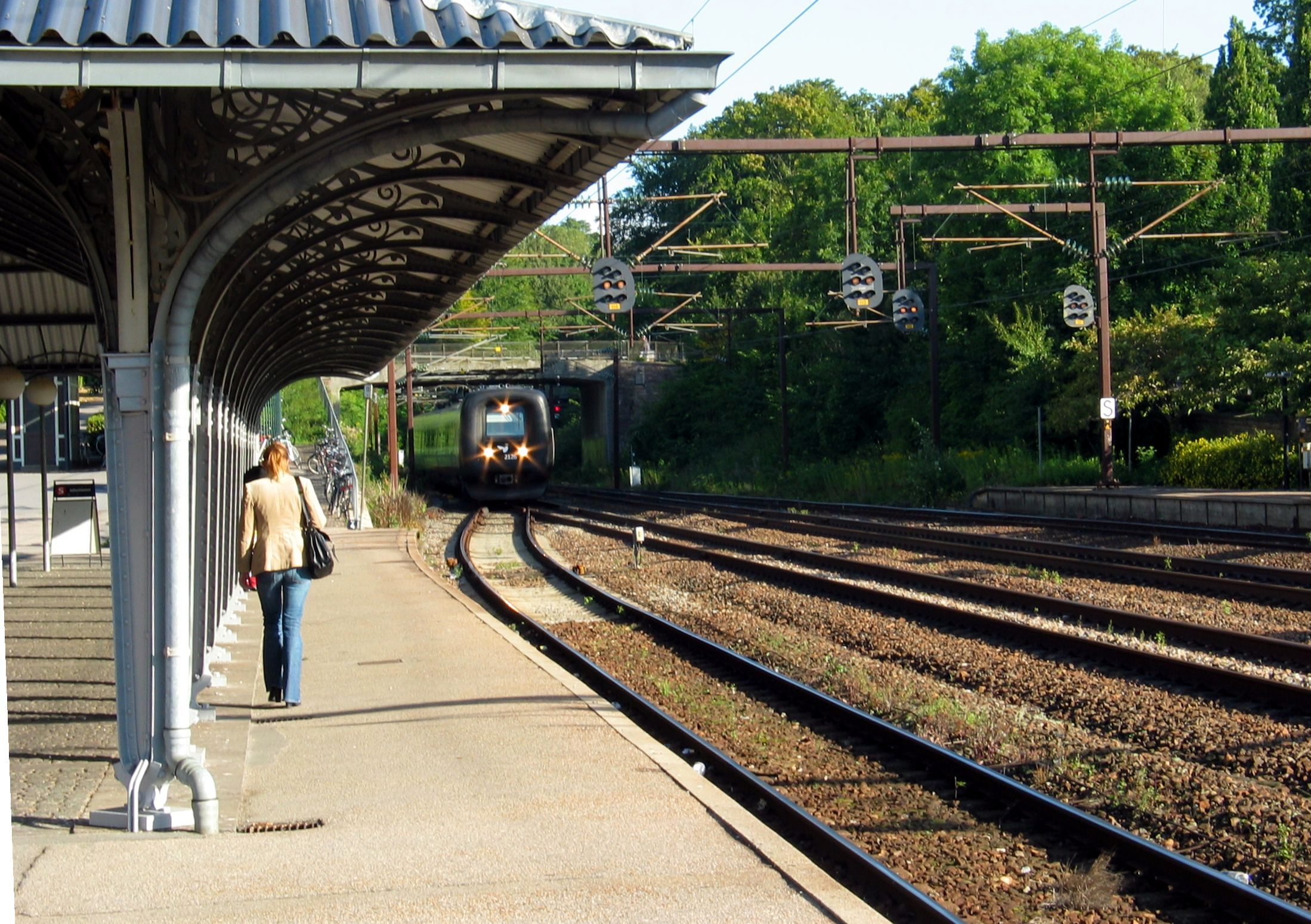
Perron voor de doorgaande treinen
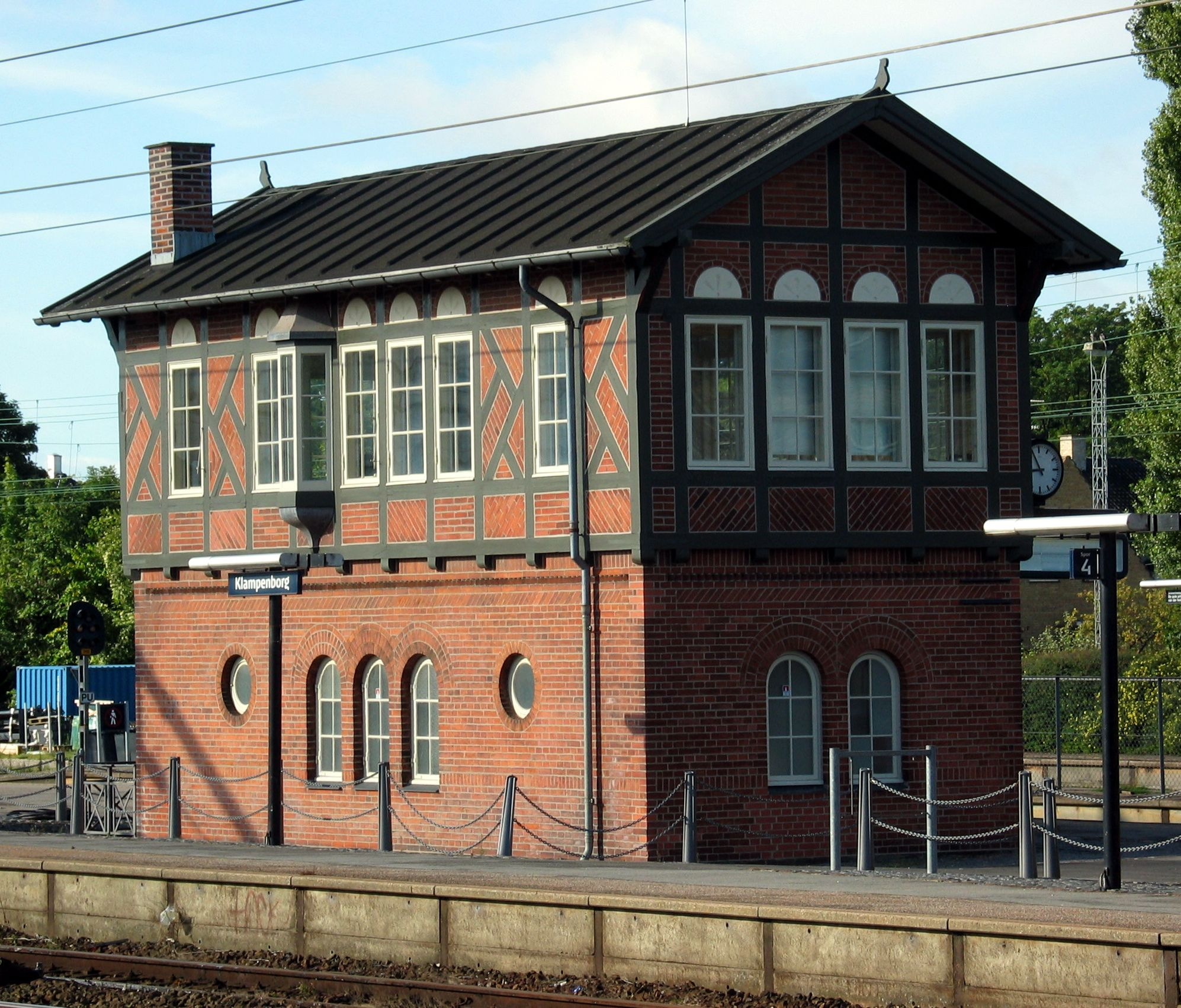
Seinhuis van station Klampenborg